# Liste der Bodendenkmale in Köthen (Anhalt)
In der Liste der Bodendenkmale in Köthen (Anhalt) sind alle Bodendenkmale der Stadt Köthen (Anhalt) und ihrer Ortsteile aufgelistet. Grundlage ist die Veröffentlichung der Landesdenkmalliste mit Stand vom 25. Februar 2016.  Die Baudenkmale sind in der Liste der Kulturdenkmale in Köthen (Anhalt) aufgeführt.
| Denkmal-ID | Fundart             | Ortsteil     | Bezeichnung                           | Zeitstellung | Lage                                    | Bemerkungen                                                                                              | Bild |
| ---------- | ------------------- | ------------ | ------------------------------------- | ------------ | --------------------------------------- | --- | ---- |
| 428300343  | Grabmal > Grabhügel | Großwülknitz | Grabhügel                             | Neolithikum  | 0,2 km westlich vom Ort ()              | als deutliche Anhöhe im Acker erkennbar                                                                  |      |
| 428311141  | Grabmal             | Köthen       | Steinkiste, umgesetzt aus Plömnitz    | Neolithikum  | im Schlosspark Köthen (Lage)            | wiederaufgebautes Steinkistengrab, Originalstandort war in Plömnitz in einem Grabhügel auf dem Mäuseberg |      |
| 428300331  | Befestigung > Burg  | Köthen       | Wasserburg „Ziethenburg“              | Mittelalter  | im Ort (Lage)                           | durch Schloss und Parkanlagen verändert                                                                  |      |
| 428311142  | Grabmal             | Köthen       | Steinkiste, umgesetzt aus Schortewitz | Neolithikum  | Schlossplatz, NO-Ecke am Gebäude (Lage) | wiederaufgebautes Steinkistengrab, Originalstandort war in Schortewitz auf dem Windmühlenberg            |      |
| 428300322  | Grabmal > Grabhügel | Baasdorf     | Grabhügel „Pilsenhöhe“                | Mittelalter  | 1,5 km westlich vom Ort ()              | nicht ganz rund, westlich und nordwestlich Teil durch privates Grundstück nicht begehbar                 |      |
| 428300332  | Befestigung > Burg  | Merzien      | Burgwall                              | Mittelalter  | östlich der Kirche (Lage)               | |      |